# Джордж Буль
Джордж Буль (англ. George Boole; 2 листопада 1815, Лінкольн, Англія — 8 грудня 1864, Баллінтемпл, Корк, Ірландія) — британський математик і філософ.

## Біографія

### Перші кроки

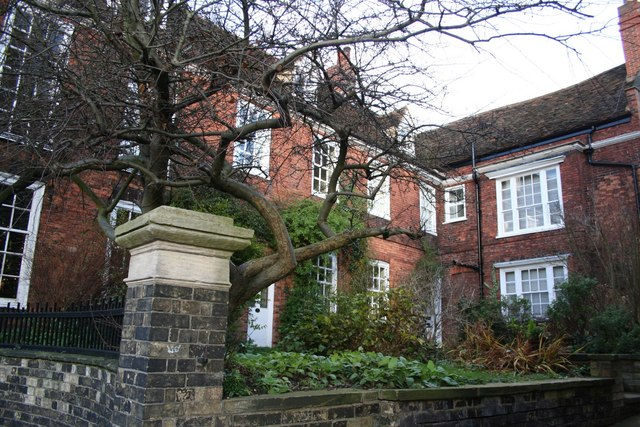
Будинок Джорджа Буля у Лінкольні

Матеріальне становище його батьків було дуже скрутним; тому, не зважаючи на виражений потяг молодого Джорджа до знань, батьки не змогли дати йому систематичної освіти й, окрім початкових класів школи для дітей бідняків, Буль не вчився в жодному навчальному закладі. Втім, можливо, частково цією обставиною пояснюється виняткова оригінальність Буля і свіжість його думки, яка ніколи не шукала второваних шляхів: адже він не відчував тиску традицій, втілених у налагодженій системі масової освіти. Нешаблонність наукової творчості Буля і всієї його наукової зовнішності затримала і дійсне визнання заслуг Буля, яке прийшло лише тоді, коли самого Буля вже давно не було в живих.
Прагнення Буля до освіти радувало його батьків; проте вони не мали можливості віддати його до хорошої школи й не могли допомагати йому в заняттях консультаціями або порадами. Хлопчиком Буль самостійно вивчив латину і грецьку, які проходилися у ті роки в усіх аристократичних школах, — і це не зважаючи на те, що великим ускладненням виявилась відсутність в оточенні Буля осіб, які б знали ці мови. У 12 років він вже друкував у місцевих виданнях свої переклади з Горація, — але це не приносило грошей, а сім'я їх украй потребувала.
З ранніх років почався трудовий шлях Буля, схожий на шлях багатьох героїв Діккенса: Буль довго шукав роботу, яка давала б якийсь заробіток і у той же час залишала б можливість для подальшої самоосвіти. З шістнадцяти років Буль почав працювати помічником учителя в приватній школі в Донкастері й, так або інакше, продовжував викладання на різних посадах впродовж усього життя. Лише після довгих болісних пошуків і багатьох невдалих спроб влаштуватися, Булю вдалося відкрити маленьку елементарну школу, в якій він викладав сам; грошей це давало мало, але залишало деяке дозвілля. У процесі занять з учнями Буль вперше звернувся до математики — і шкільні підручники привели його у сум'яття своєю нестрогістю і нелогічністю. Прагнучи зрозуміти, чим насправді є математика, Буль звернувся до творів класиків науки і самостійно простудіював великі праці Лапласа і Лагранжа. У зв'язку з цими заняттями у нього з'явилися перші самостійні ідеї — і, на його щастя, Д. Грегорі, що заснував незадовго до того «Кембріджський математичний журнал», відразу ж оцінив глибину думки й оригінальність стилю провінційного вчителя, який присилав йому свої статті; дружба Грегорі й Буля, що зародилася у ті роки, зіграла велику роль в житті останнього.

## Наукова діяльність Джорджа Буля

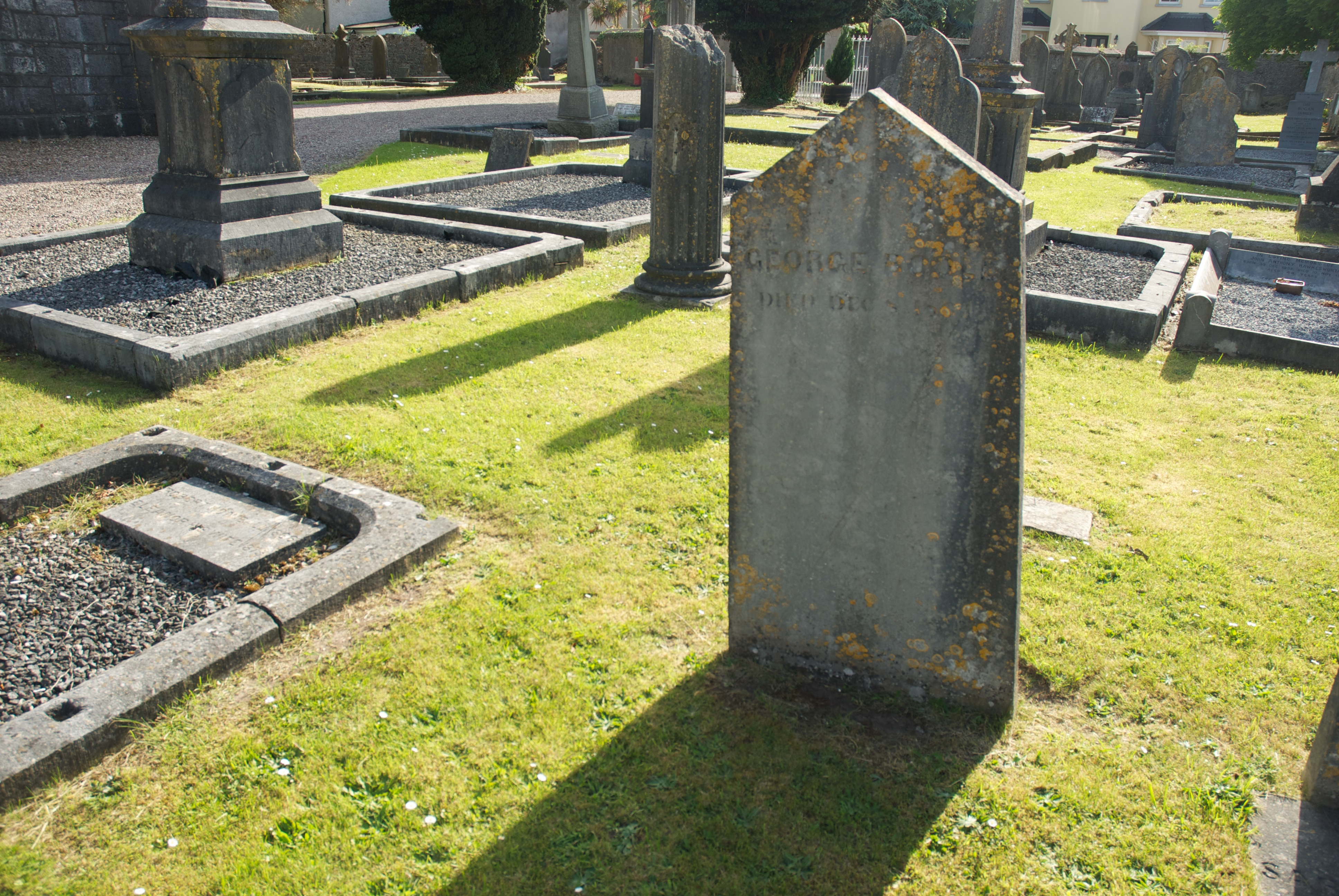
Могила Буля в м. Корк

Публіці Буль був відомий в основному як автор ряду важких для розуміння статей на математичні теми та трьох або чотирьох монографій, що стали класичними.
Публікація першої статті(«Теорія математичних перетворень», 1839) призвела до дружби між Булем і Д. Ф. Грегорі (редактором «Кембріджського математичного журналу», де стаття була опублікована), що тривала до самої смерті останнього в 1844 р. В цей журнал і «Кембріджський і дублінський математичний журнал», що наслідував його, Буль виклав двадцять дві статті.
Шістнадцять його статей було опубліковано в «Філософському журналі»(Philosophical Magazine), шість мемуарів — в «Філософських працях» (Philosophical Transactions), ряд інших — в «Працях Королівського товариства Единбургу і Королівської Ірландської академії» (Transactions of the Royal Society of Edinburgh and of the Royal Irish Academy), в «Віснику С.-Петербурзької академії» (Bulletin de l'Académie de St — Pétersbourg, під псевдонімом G. Boldt, Vol. IV. pp. 198-215) та в журналі Крелля(Journal für die reine und angewandte Mathematik).
Цей список доповнює публікація 1848 року в «Журналі механіка»(Mechanic's Magazine) про математичні основи логіки.
Всього Булем було опубліковано близько п'ятдесяти статей в різних виданнях і декілька монографій.

### Підтримка творчості

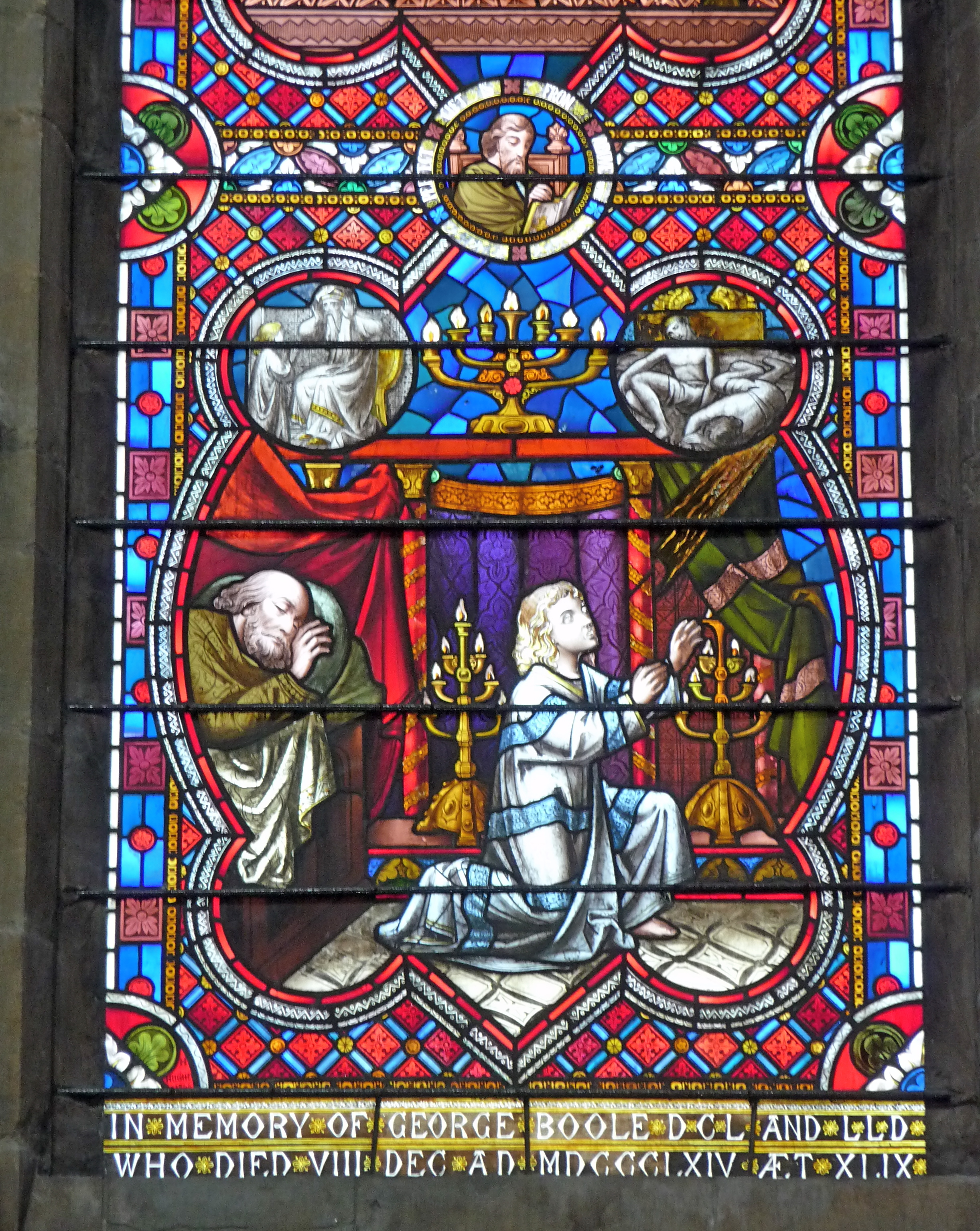
Вітраж у Соборі Лінкольна на честь Дж. Буля

Другою людиною, підтримка якої виявилася дорогоцінною для Буля, був кембріджський математик, професор університету Ауґустус де Морган. Цікавий, хоч і не завжди безперечний учений, характеризував Буля, як дивовижний сплав глибоких думок і грубих помилок. Сам де Морган цікавився питаннями логічного обґрунтовування математики, які незабаром стали наріжним каменем усіх роздумів Буля; перші публікації Джорджа Буля зацікавили де Моргана, а коротка брошура «Математичний аналіз логіки, що супроводжується нарисом числення дедуктивних міркувань» (1847) привела його у захват. Буль був, ймовірно, першим після Джона Валліса математиком, що звернувся до логічної проблематики. Всі ідеї застосування символічного методу до логіки уперше висловлені ним в цій статті. Не задоволений отриманими в ній результатами, Буль висловлював побажання, щоб про його погляди судили по великому трактату «Дослідження законів мислення, на яких ґрунтуються математичні теорії логіки та імовірностей». У тому ж 1847 р., кількома місяцями пізніше за «Математичний аналіз логіки», вийшов у світ твір самого де Моргана на ту ж тему: «Формальна логіка або числення виводів, необхідних і можливих», де, зокрема, містилися ті логічні закони, які нині називають «правилами де Моргана»; ця обставина робила його високу оцінку роботи Буля особливо вагомою. Зусиллями де Моргана, Грегорі й інших друзів і прихильників, Буль став у 1849 р. професором математики знову відкритого католицького коледжу у м. Корк (Ірландія); тут він провів останні 15 років свого життя, нарешті отримавши можливість не лише забезпечити старість батьків, але і спокійно, без думок про хліб насущний, займатися наукою.

### Дружина
У Корку він одружується з Мері Еверест — дочкою професора грецької мови у тому ж коледжі, і родичкою колишнього генерал-губернатора Індії (іменем якого названа найвища вершина світу Еверест); це одруження сприяло зміцненню матеріального добробуту Буля і його соціального статусу. Мері Буль-Еверест багато допомагала чоловікові по роботі, а після його смерті залишила цікаві спогади про свого чоловіка і його наукову творчість. Вона стала матір'ю чотирьох дочок Буля, які всі виявилися чудовими людьми (у нашій країні найвідоміша Етель Ліліан Буль, у шлюбі Войнич, авторка роману «Ґедзь»).

### Основна праця
У 1854 р. побачив світ основний твір Буля «Дослідження законів думки, на яких засновані математичні теорії логіки й імовірності». Ця ґрунтовна книга нині зараховується до математичної класики; у ній детально досліджується та система алгебри, яку сьогодні називають «алгеброю висловлювань». Проте, Буль не вважав логіку розділом математики, але знаходив глибоку аналогію між символічним методом алгебри та символічним методом представлення логічних форм і силогізмів. Одиницею Буль позначав універсум мислимих об'єктів, буквеними символами — вибірки з нього, пов'язані зі звичайними прикметниками й іменниками(так, якщо x="рогаті", а y="вівці", то послідовний вибір x і y з одиниці дасть клас рогатих овець). Буль показав, що символіка такого роду підкоряється тим же законам, що й алгебраїчна, з чого випливало, що їх можна додавати, віднімати, множити й навіть ділити. У такій символіці висловлювання можуть бути зведені до форми рівнянь, а висновок з двох посилок силогізму — отримано шляхом виключення середнього терміну за звичайних правил алгебри. Правда, щиро кажучи, система Буля дещо відрізняється від такої у вказаній статті: наприклад, як основні операції «алгебри логіки» Буль розглядає операції «і» (кон'юнкція), «не» (заперечення) і «виключне або» («виключна диз'юнкція», або симетрична різниця — у Буля вираз «p або q» завжди має сенс «або р або q, але не те й інше разом»). Проте та чіткість, з якою підійшов Буль до завдання «алгебраїзації логіки», і те глибоке розуміння природи математики та сенсу абстрактних математичних структур, які він при цьому виявив, не тільки цілком виправдовують загальноприйнятий термін «структура (або алгебра) Буля», але і зробили можливим крилатий вислів:
|             | Чисту математику відкрив Буль у праці, яка називається «Закони думки». |
| — Б. Рассел |                                                                        |

Зрозуміло, вислів Рассела ніяк не слід розуміти буквально. Проте безперечно, що дана Булем у «Законах думки» характеристика (будь-якого!) математичного числення як «методу, що базується на вживанні символів, закони комбінації яких нам відомі», або фраза «дієвість аналізу залежить не від тлумачення символів, а виключно від законів їх комбінації» свідчать про виняткову глибину проникнення до суті математики. І, звичайно, не можна забути, що серйозна спроба формалізованого викладу тієї логічної системи, яка лежить в основі всіх математичних висновків, — так би мовити, спроба строгого опису тих «правил гри», яким підкоряється математика, — належить саме Дж. Булю.

## Математичний аналіз
На математичні теми Булем впродовж життя були створені два систематичні трактати: «Трактат про диференціальні рівняння» (1859; друге видання не завершене, матеріали до нього опубліковані посмертно в 1865) і задуманий як його продовження «Трактат про кінцеві різниці» (1860). Ці праці внесли важливий вклад у відповідні розділи математики й в той же час продемонстрували глибоке розуміння Булем філософії свого предмета.

## Інші праці
Хоча за винятком математичних і логічних робіт Буль публікувався мало, його праці виявляють широке і глибоке знайомство з літературою. Його улюбленим поетом був Данте, причому «Рай» подобався йому більше, ніж «Пекло».
Постійними предметами вивчення були для Буля метафізика Арістотеля, етика Спінози, філософські праці Цицерона і безліч подібних робіт. Роздуми про наукові, філософські та релігійні питання містяться в чотирьох творах — «Геній сера Ісаака Ньютона», «Гідне користування дозвіллям», «Домагання науки» і «Соціальний аспект інтелектуальної культури» — вимовлених і опублікованих ним в різний час.